# Chevez Goodwin
Chevez Brandford Goodwin (Columbia, 27 febbraio 1998) è un cestista statunitense.

## Carriera
Ha trascorso la carriera universitaria tra CofC Cougars, Wofford Terriers e USC Trojans. Il 3 agosto 2022 firma il primo contratto professionistico con l'Aris Salonicco; il 13 luglio 2023 passa al Rostock Seawolves.